# Pékin Express : À la découverte des mondes inconnus
Vous pouvez aider à l'améliorer ou bien discuter des problèmes sur sa page de discussion.
- Il n'est pas vérifiable et peut contenir des informations totalement erronées. Il est fortement conseillé aux contributeurs d'étayer son contenu par des sources fiables. Sans cela, sa suppression pourrait être envisagée. (si vous venez d'apposer le bandeau, veuillez cliquer sur ce lien pour créer la discussion et en afficher les indications). (Marqué depuis juin 2022)
- Il peut contenir un travail inédit ou des déclarations non vérifiées. Vous pouvez l’améliorer en ajoutant des références. (Marqué depuis juin 2022)

- Archive Wikiwix
- Bing
- Cairn
- DuckDuckGo
- E. Universalis
- Gallica
- Google
- G. Books
- G. News
- G. Scholar
- Persée
- Qwant
- (zh) Baidu
- (ru) Yandex
- (wd) trouver des œuvres sur Wikidata

Vous pouvez aider à l'améliorer ou bien discuter des problèmes sur sa page de discussion.
- Certaines de ses couleurs nuisent à son accessibilité et ne respectent pas la charte graphique. Les couleurs ne sont pas interdites, mais il est conseillé d'en faire un usage modéré qui respecte les normes d'accessibilité. (Marqué depuis juin 2022)
- Son texte doit être wikifié : il ne correspond pas à la mise en forme Wikipédia (style, typographie, liens internes, liens entre les wikis, etc.). (Marqué depuis juin 2022)
- Il n’est pas rédigé dans un style encyclopédique. (Marqué depuis juin 2022)
- Il présente trop d'images par rapport à sa longueur. Ceci va à l'encontre de l'esprit de synthèse, rend la lecture difficile, et allonge la durée de téléchargement pour les connexions lentes. Voir les recommandations sur les images. (Marqué depuis juin 2022)

Pékin Express : À la découverte des mondes inconnus, est la 10e édition du jeu télévisé Pékin Express, émission de télévision franco-belgo-luxembourgeoise de téléréalité, diffusée chaque semaine sur M6 du mercredi 16 avril 2014 au mercredi 18 juin 2014, et la 3e édition spéciale. Elle est présentée par Stéphane Rotenberg, désigné comme directeur de course. Ce sont Caroline et Sabrina, les ex-meilleures amies, qui l'emportent. Elles empochent la somme de 47 495 €.

## Production et organisation
L'émission est présentée par Stéphane Rotenberg, qui a le rôle de directeur de course, et est produite par Studio 89 Productions. L'émission est réalisée par Franck Septier et Jean-Philippe Vallespir.
Cette saison marque le retour d'anciens candidats qui invitent cette fois-ci un de leurs proches à partager l'aventure avec eux. Ces huit binômes vont découvrir quatre pays : la Birmanie, l'Inde, le Bhoutan et le Sri Lanka.
Le tournage débute le 21 janvier 2014 en Birmanie et se termine en mars 2014 au Sri Lanka. Il est marqué par l'arrestation le 9 février 2014, pendant trois jours en Inde, d'une cinquantaine de personnes, équipe technique et candidats, à cause de l'usage non réglementé de téléphones satellites. Si les équipes ont pu quitter l'hôtel à Chalsa dans lequel ils étaient retenus à résidence au bout de trois jours, trois membres de la production ont été retenus par les autorités locales. Ils ont été libérés le 28 avril 2014 et ont pu rejoindre l'Europe. Les équipes qui devaient continuer leur route en Inde dans la région du Sikkim, par Darjeeling et Gangtok, puis se rendre à Calcutta; poursuivent finalement la course au Sri Lanka à travers quatre étapes, au lieu de deux prévues initialement. Le passage de l'émission en Birmanie, pays aux mains d'une junte militaire, fait aussi polémique sur Internet. Plusieurs sponsors se désolidarisent de l'émission et certains appellent au boycott,.
Cette saison marque la fin de l'émission Pékin Express sur nos écrans. Le bilan de cette saison est en baisse. L'émission retrouve son public quatre ans plus tard avec le retour d'une saison 11, sur M6, Pékin Express : La Course infernale.

## Principe
Comme pour chaque saison de Pékin Express, chaque équipe gère un budget équivalent à un euro par jour et par personne. Cette année les équipes reçoivent :
- Birmanie → 1951 MMK
- Inde → 84 INR
- Sri Lanka → 180 LKR

Cet argent est alloué à l'achat de nourriture et doit être utilisé uniquement pendant les heures de courses. Pour leur progression, les équipes doivent pratiquer l'auto-stop, et se faire offrir le gîte et le couvert la nuit tombée. Chaque équipe se voit attribuer une balise leur permettant d'être notifiés du début et de la fin de la course. Cette balise doit être remise au directeur de course, action marquant alors la fin de l'aventure.

### Règles habituelles
Pour cette saison, les règles habituelles sont présentes, à savoir :
- l'épreuve d'immunité, qui permet à une équipe d'être immunisée le reste de l'étape ;
- l'enveloppe noire, qui permet de savoir si l'étape est éliminatoire ou non ;
- les amulettes, remises aux gagnants de chaque étape. Cette année, elles valent chacune 7 000 € ;
- l'amulette d'or, qui est remise à la fin d'une étape à la place d'une amulette traditionnelle. Elle vaut 8 000 € ;
- le vol d'amulette, qui permet à une équipe gagnant une étape de voler une amulette autour du cou de l'équipe de son choix. Habituellement, cette règle était mise en place lors de la finale ;
- le handicap, qui est remis à une équipe ayant été sauvée par l'enveloppe noire lors de l'étape précédente ;
- les missions, qui sont données aux candidats pour pimenter la course avant de pouvoir prendre le départ ou à réaliser sur la route ;
- les bonus, qui sont à gagner par les équipes et qui leur permettent d'obtenir plus de conforts ou de visiter des endroits exceptionnels ;
- le trek, qui oblige les candidats à parcourir une partie de l'étape à pied ;
- le drapeau rouge, qui permet au binôme l'ayant en sa possession de stopper des concurrents dans leur course pendant 15 min ;
- les équipes groupées, qui obligent les équipes à faire du stop par groupe de quatre personnes, au lieu de deux ;
- les minutes d'avance, qui sont à gagner en remportant une épreuve pour un prochain départ. Habituellement, cette règle avait lieu lors de la finale ;
- le Time is Money, instauré lors de l'étape précédente, les équipes perdront 5 € par seconde de retard sur l'équipe qui la précède.

### Nouveautés
Pour cette saison, les équipes traversent des contrées très reculées. Lorsqu'ils sont chez l'habitant, les équipes ont le droit à un traducteur, pour échanger davantage avec les populations rencontrées. Toutefois, les traducteurs n'apparaissent jamais à l'écran.

## Parcours
| Étapes | Pays         | Parcours | Kilomètres | Excursions                       |
| ------ | ------------ | --- | ---------- | -------------------------------- |
| 1      | Birmanie     | Man Lwae - Myo Gyi - Ywa Ngan                                                                                | 367 km     |                                  |
| 2      | Birmanie     | Ywa Ngan - Nyaung Shwe - Nampan - Maing Thauk - Pindaya                                                      | 208 km     | Lac Inle                         |
| 3      | Birmanie     | Kalaw - La Maing Ywa Ma - Sin Le - Thit Hla - Kalaw - Yeya - Taung Oo Ywa Ma                                 | 284 km     |                                  |
| 4      | Birmanie     | Taung Oo Ywa Ma - Mont Popa - Bagan - Mandalay                                                               | 434 km     |                                  |
| 5      | Inde Bhoutan | Khidima - Kohima - Khonoma - Guwahati                                                                        | 284 km     |                                  |
| 6      | Inde Bhoutan | Guwahati - Barpeta Road - Cooch Behar                                                                        | 347 km     | Bhoutan - Parc national de Manas |
| 7      | Sri Lanka    | Marawila - Anurâdhapura - Gonewa - Sigirîya                                                                  | 298 km     |                                  |
| 8      | Sri Lanka    | Sigirîya - Negombo - Galle                                                                                   | 249 km     |                                  |
| 9      | Sri Lanka    | Galle - Parc national d'Uda Walawe - Denuwela - Embilipitiya - Dalhousie - Pic d'Adam - Nuwara Eliya - Kandy | 657 km     |                                  |
| 10     | Sri Lanka    | Kitulgala - Marapana - Parakaduwa - Wadduwa - Moratuwa - Udahamulla - Mont Lavinia - Colombo                 | 213 km     |                                  |

|  |

## Paysages

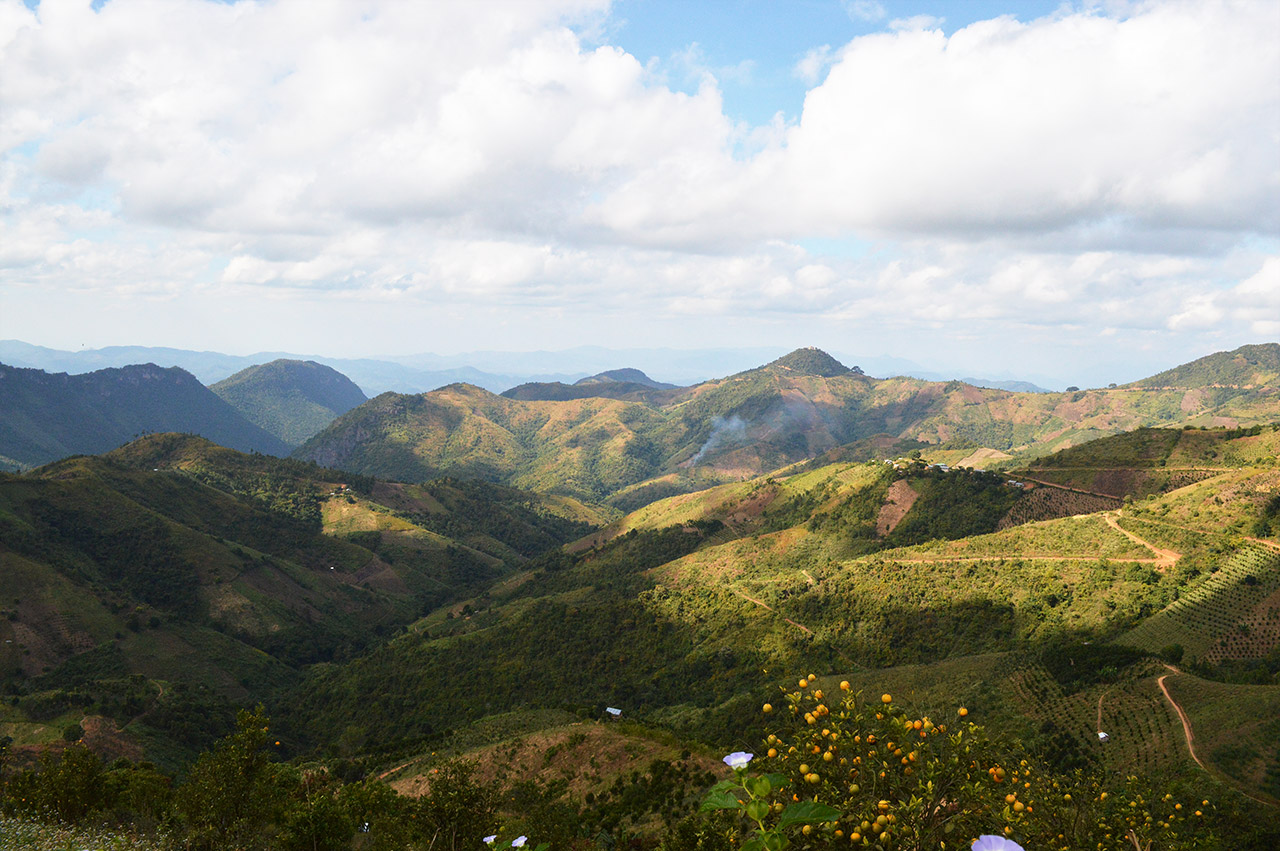
Le Plateau Shan - Étape 1
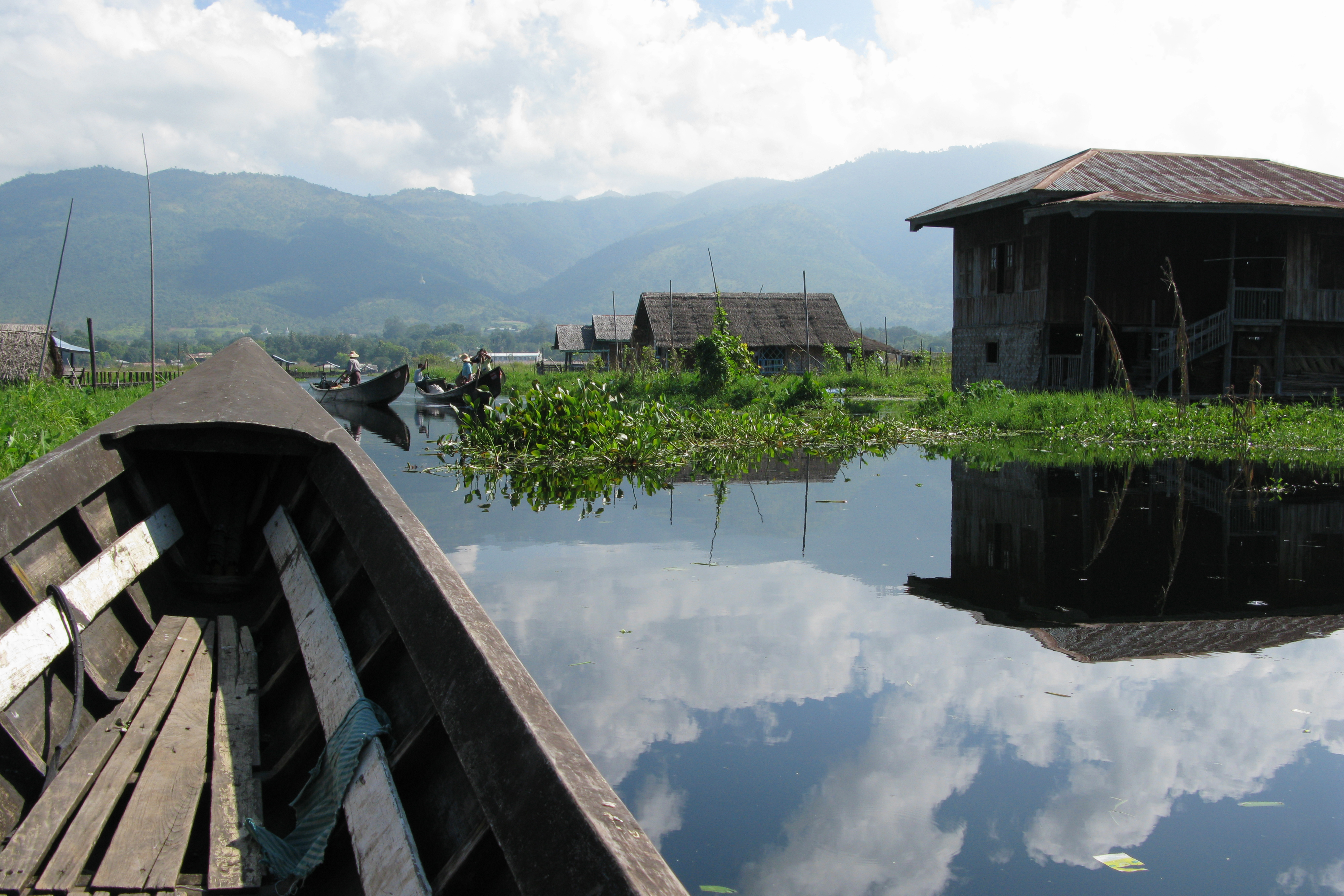
Le Lac Inle - Étape 2
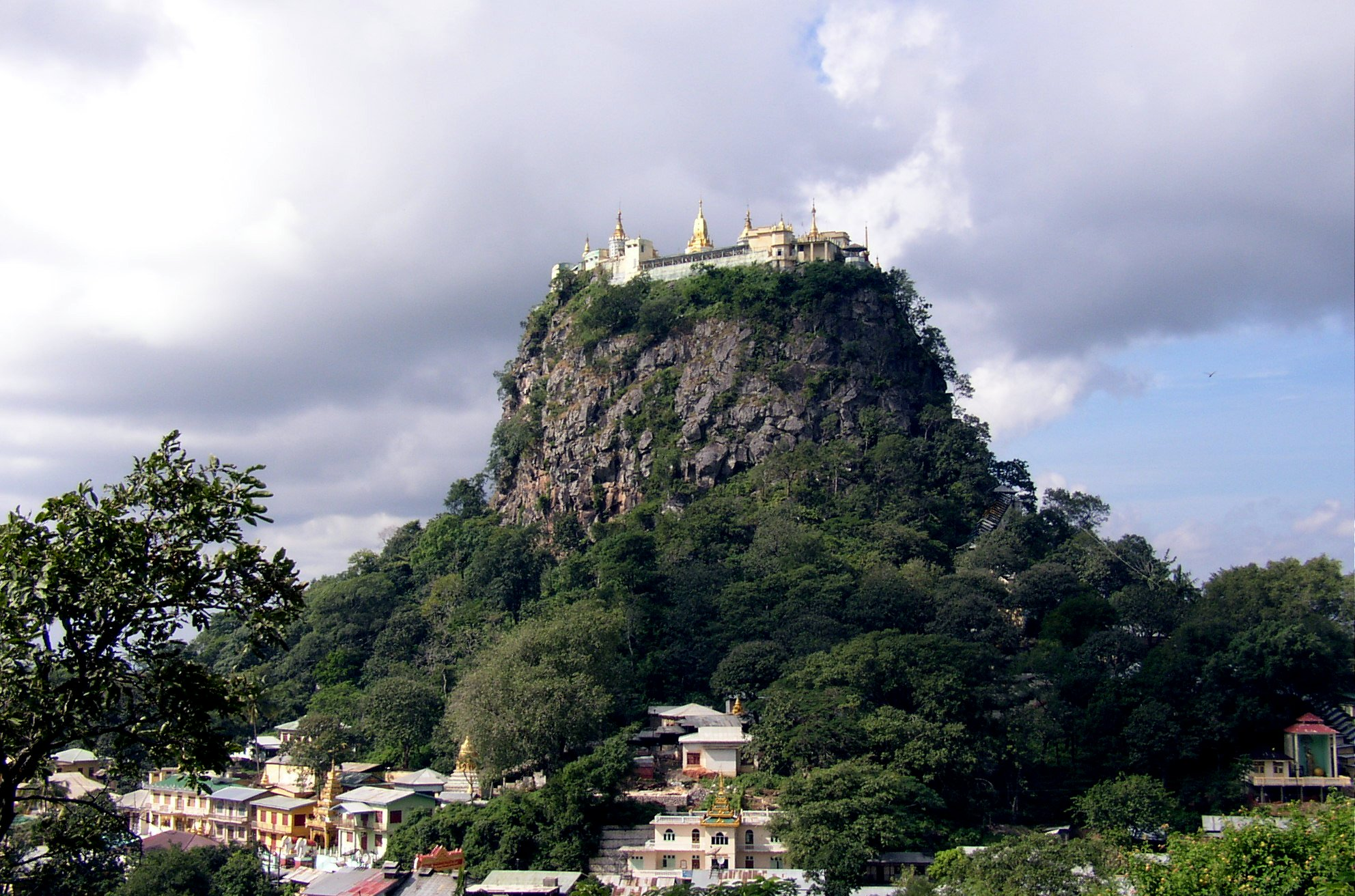
Le Mont Popa - Étape 4
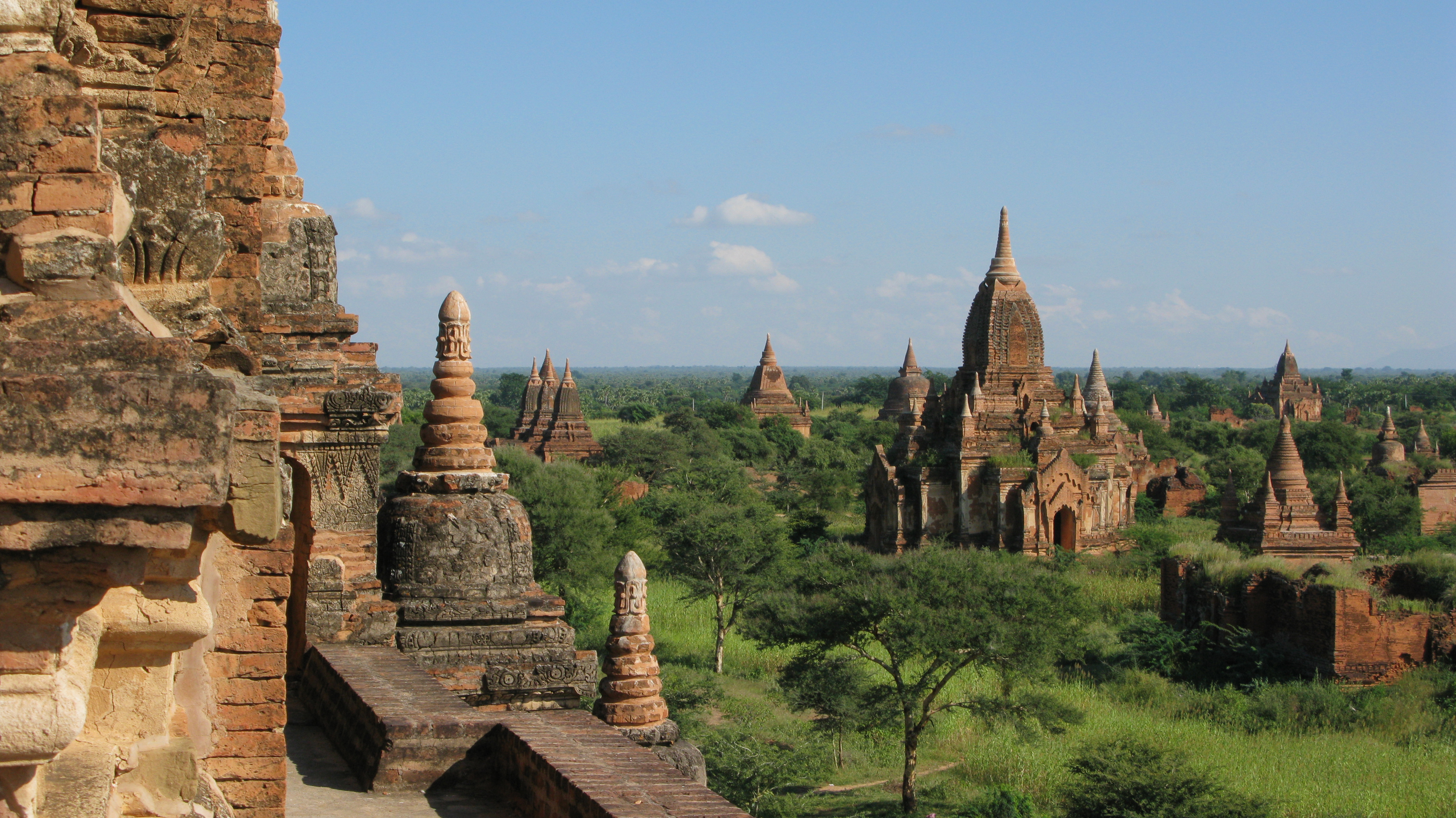
Les temples de Bagan - Étape 4
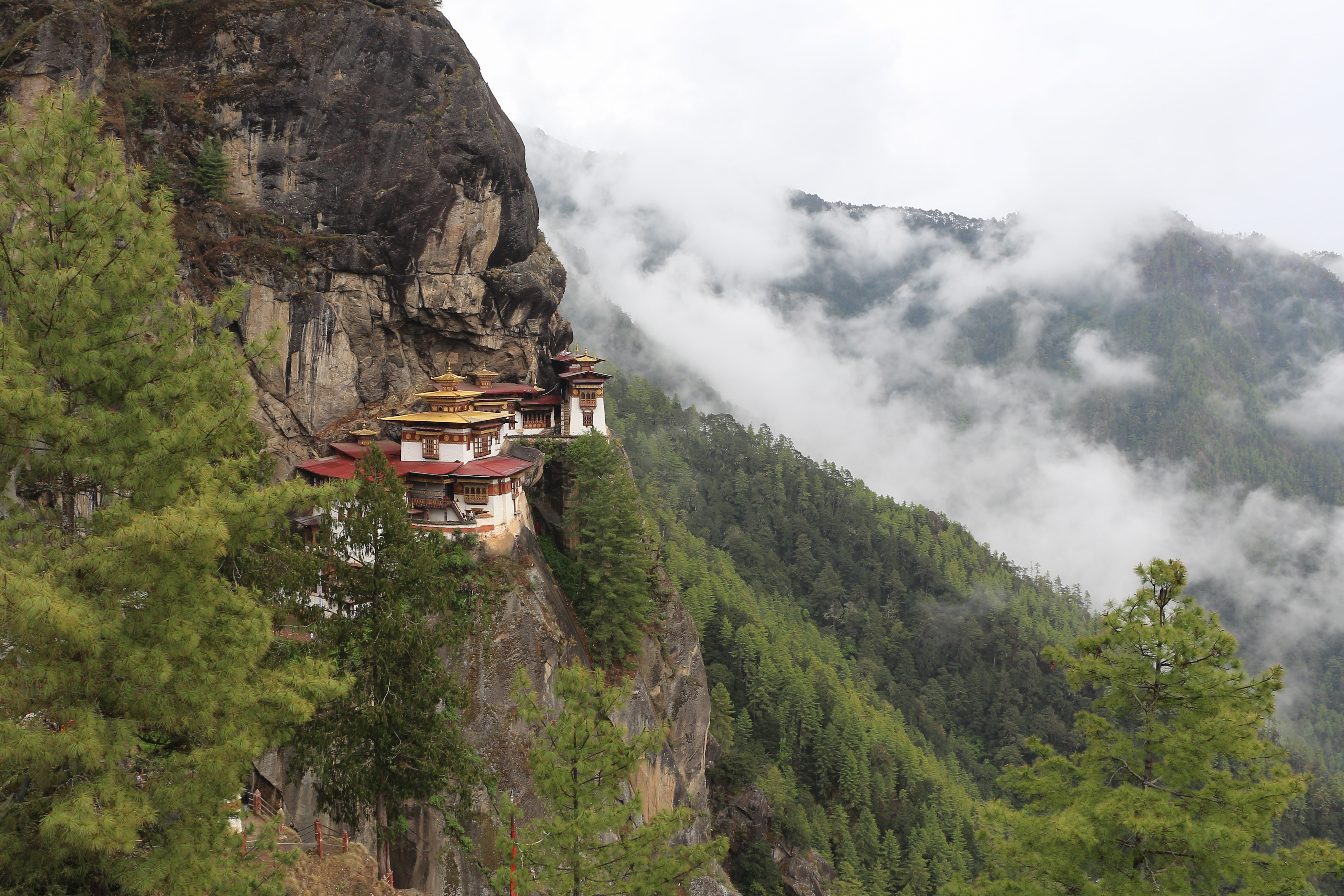
Le Bhoutan - Étape 6
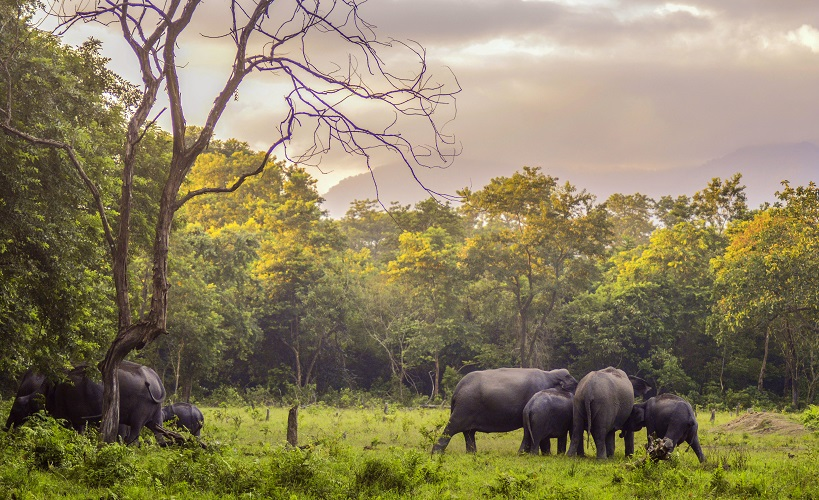
Le Parc national de Manas - Étape 6
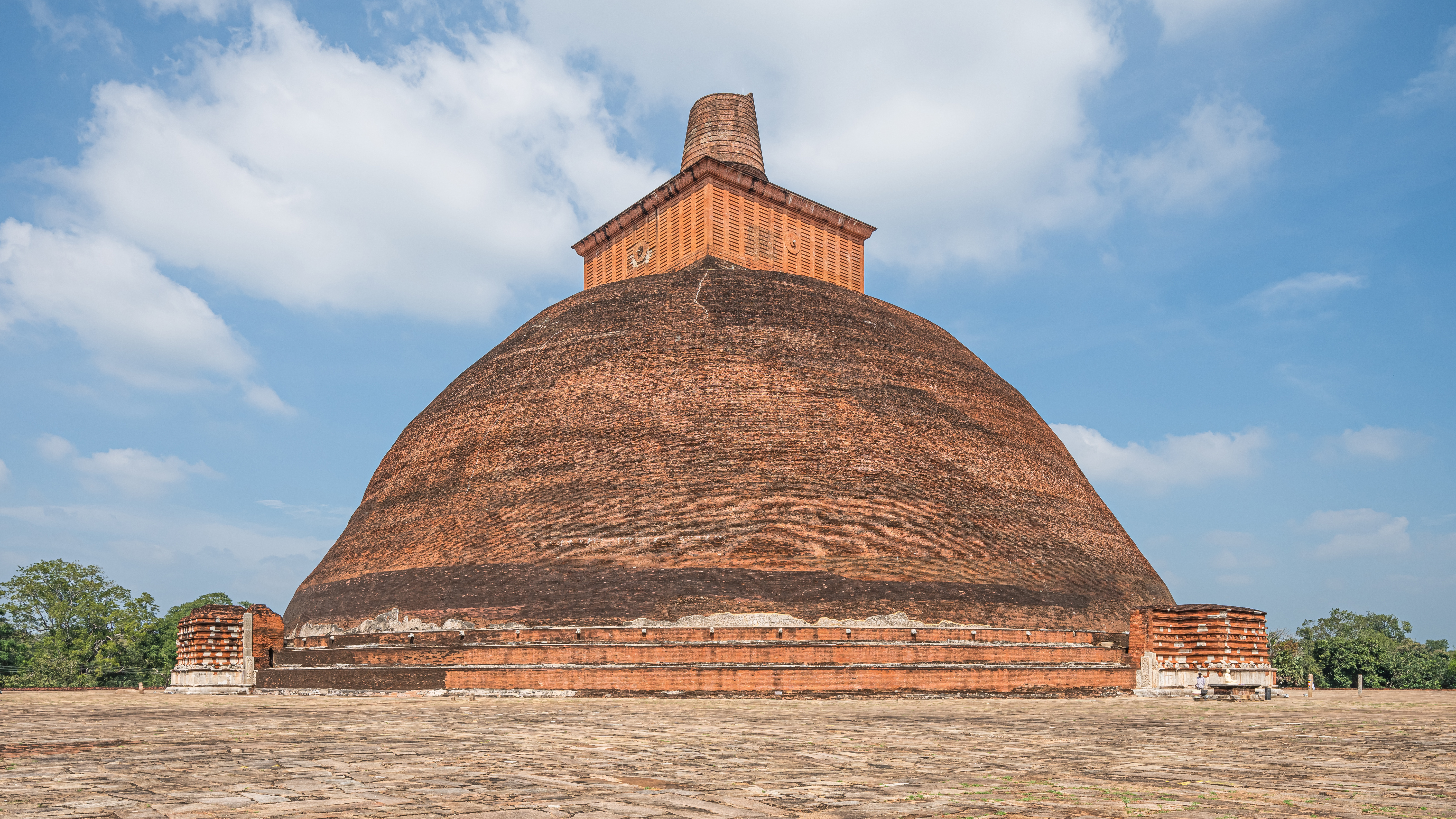
Le Temple Jetavanaramaya - Étape 7
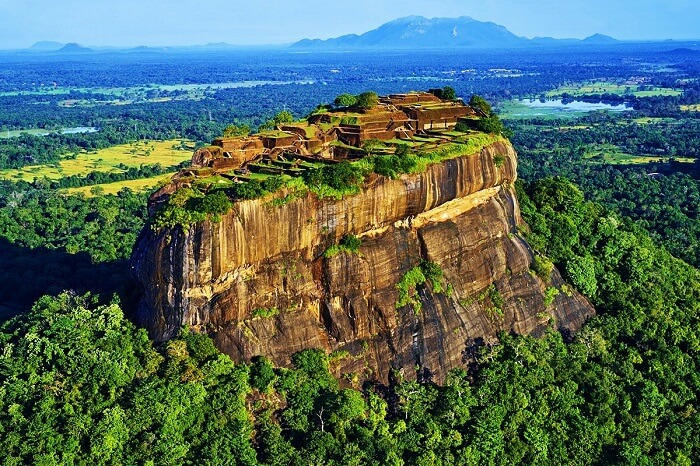
Le mont Sigirîya - Étape 8
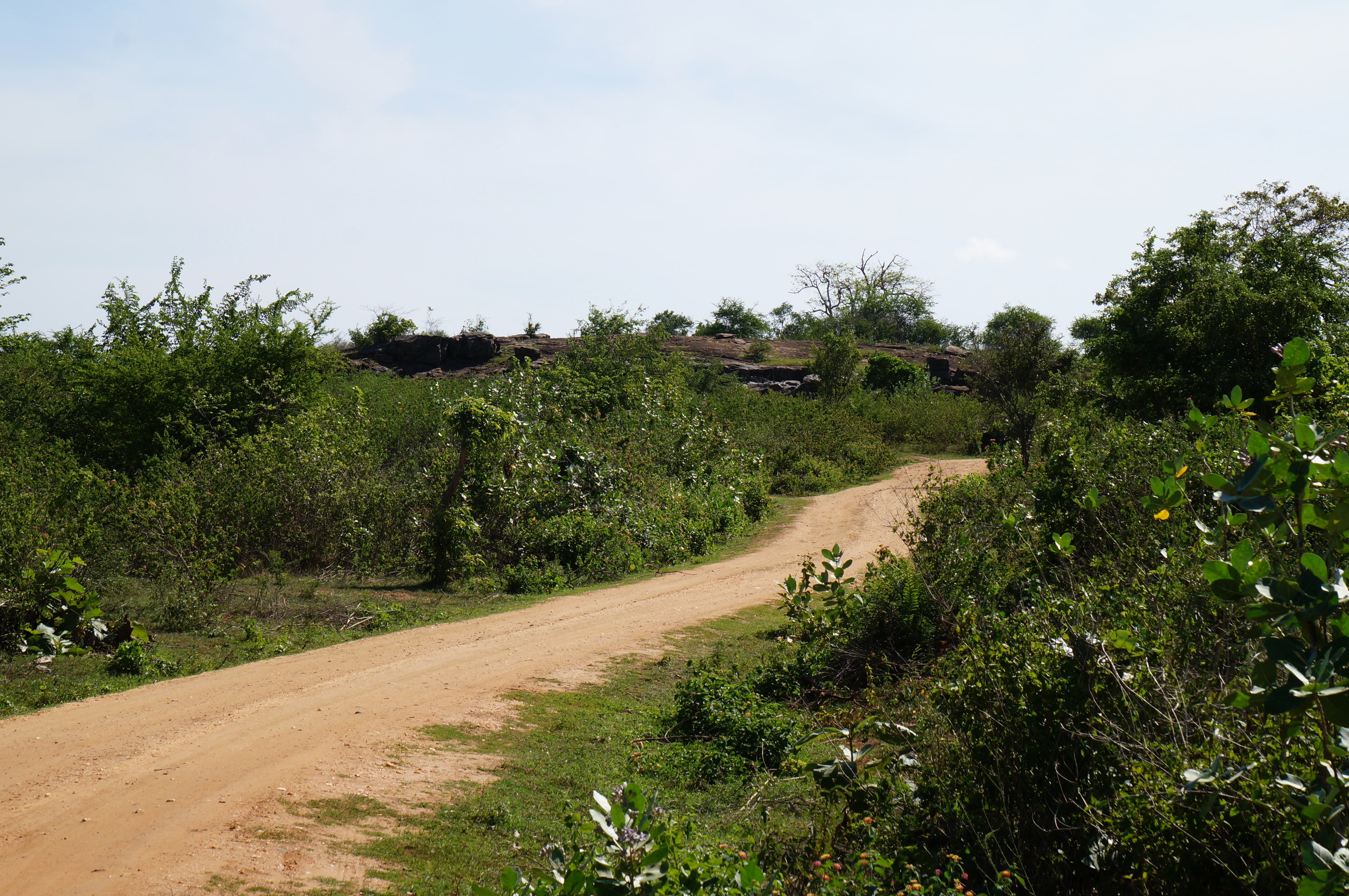
Le Parc national d'Uda Walawe - Étape 9
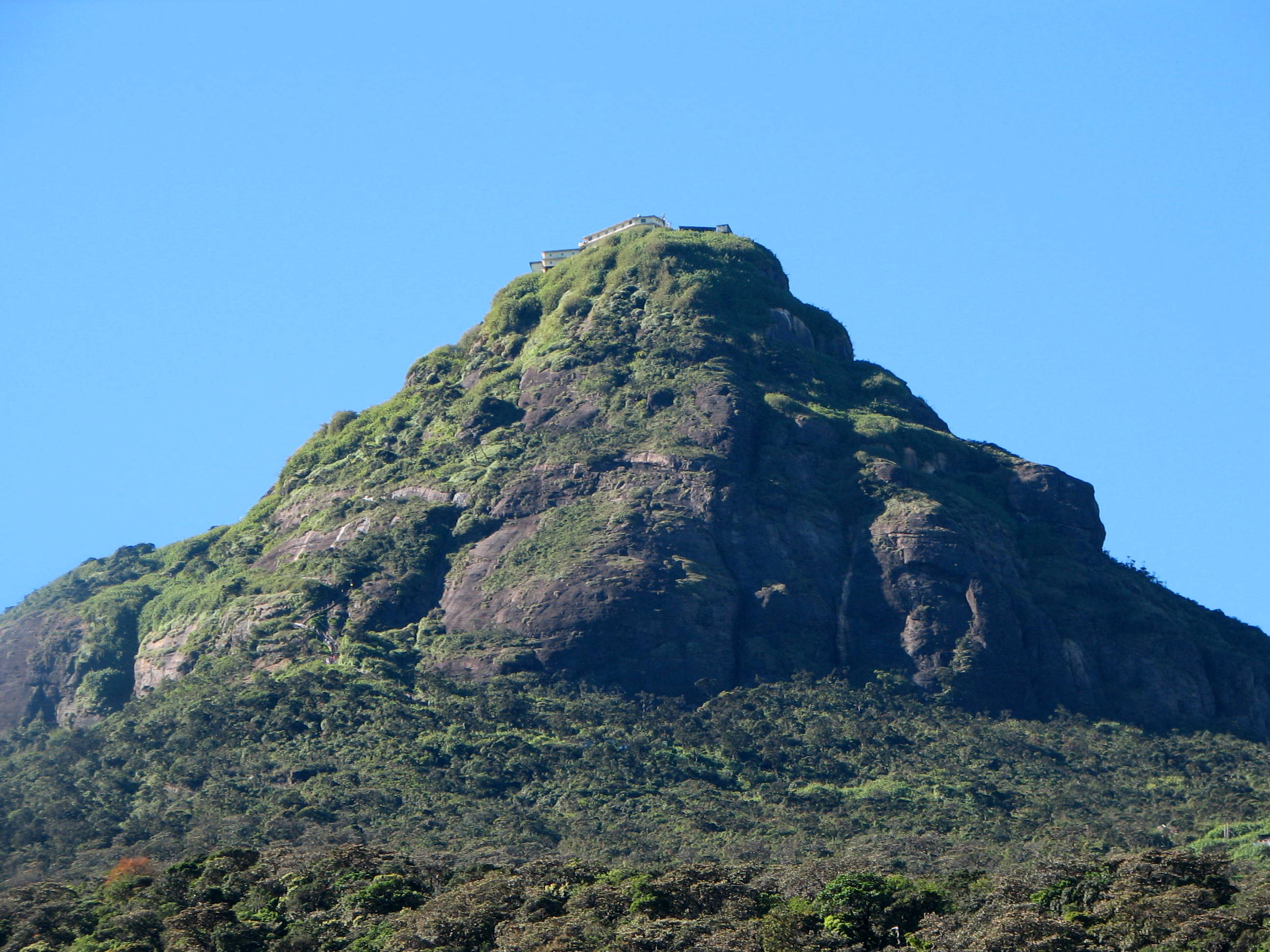
Le Pic d'Adam - Étape 9
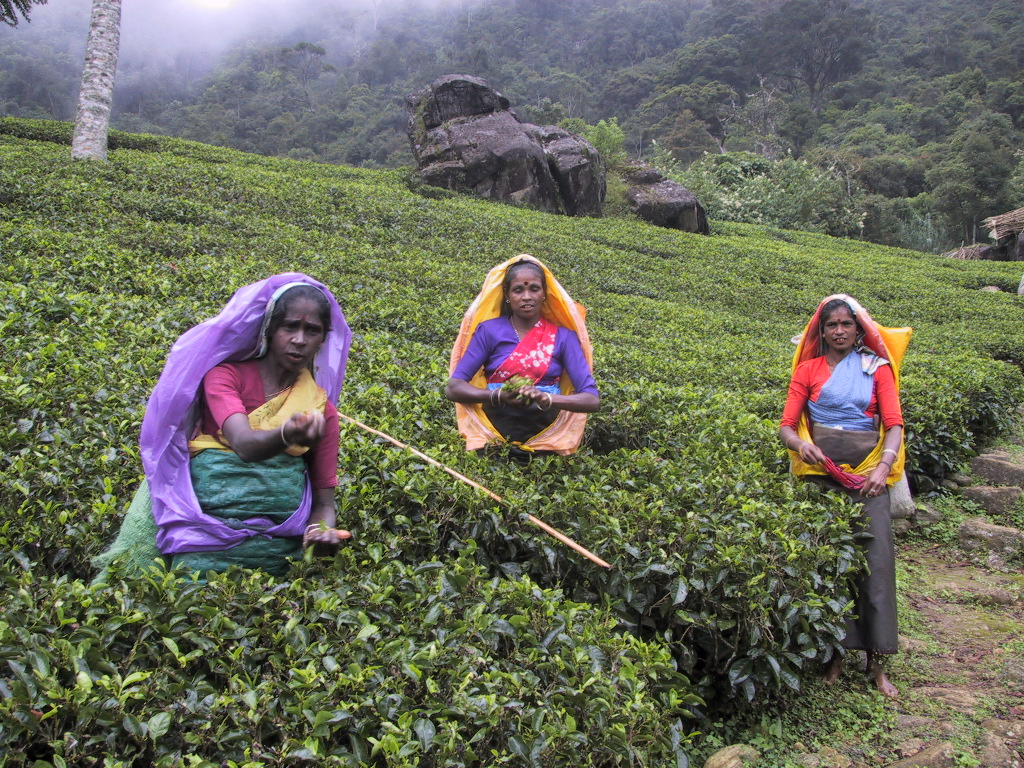
Le Pedro Tea Estate de Nuwara Eliya - Étape 9
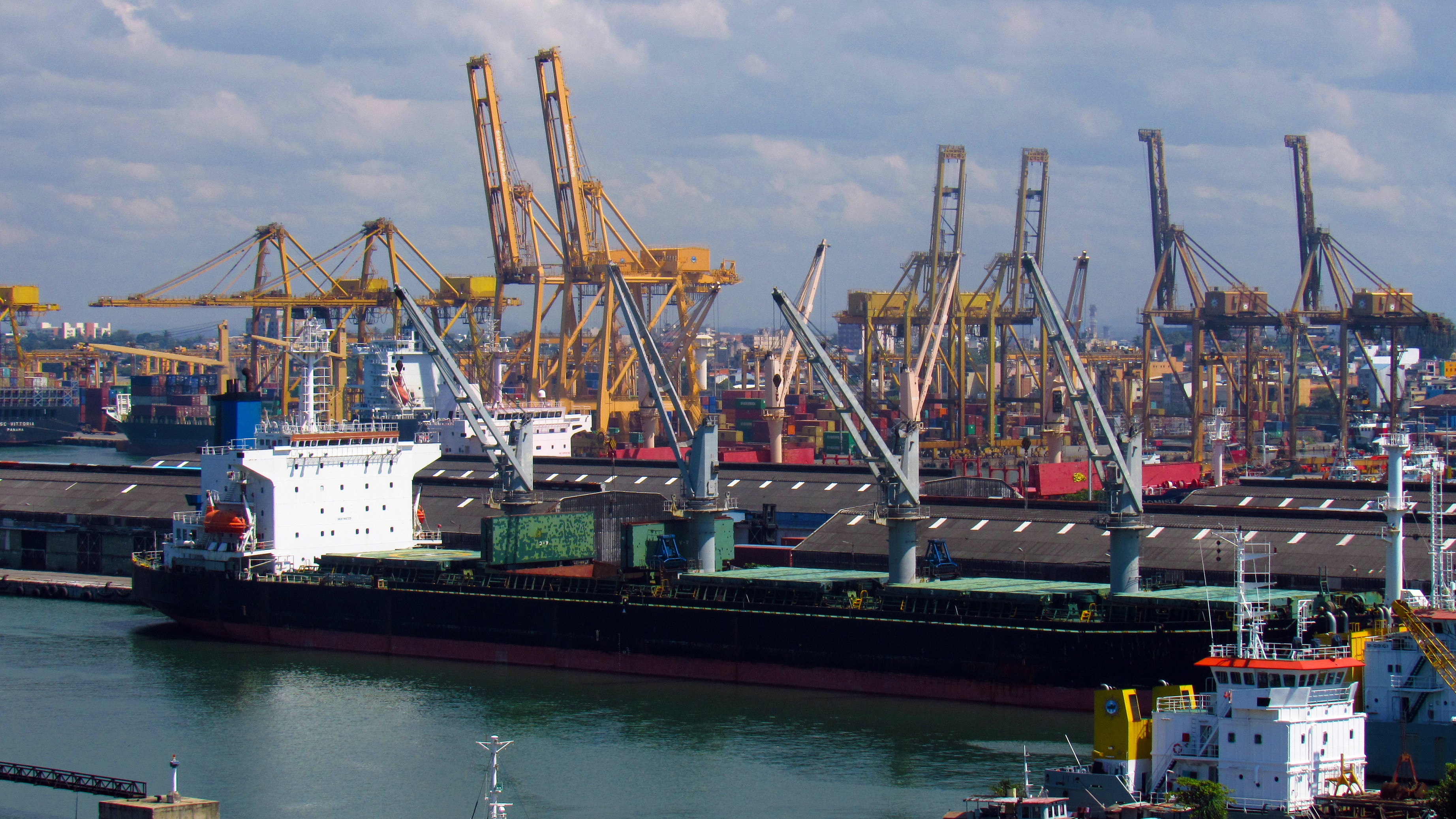
Le Port de Colombo - Étape 10

## Progression des équipes
| Drapeau de la Birmanie | Drapeau de la Birmanie                                                        | Drapeau de la Birmanie | Drapeau de la Birmanie | Drapeau de l'Inde · Drapeau du Bhoutan | Drapeau de l'Inde · Drapeau du Bhoutan | Drapeau du Sri Lanka | Drapeau du Sri Lanka | Drapeau du Sri Lanka | Drapeau du Sri Lanka | Drapeau du Sri Lanka | Drapeau du Sri Lanka |                     |                     |
| 1°                     | Caroline et Sabrina Les ex-meilleures amies 32 ans - 31 ans Saison 4          | 7e                     | 5e                     | 3e                                     | 2e                                     | 6e                   | -                    | 3e                   | 4e                   | 2e                   | 1er                  | 1er                 | 1er                 |
| 1°                     | Caroline et Sabrina Les ex-meilleures amies 32 ans - 31 ans Saison 4          |                        |                        |                                        |                                        |                      |                      |                      |                      |                      | -10 185€             | -39 815€            | -2 505€             |
| 2°                     | Daisi et Natascha Les amoureuses Suisses 30 ans - 30 ans Saison 1             | 2e                     | 1er                    | 4e                                     | 1er                                    | 3e                   | 1er                  | 2e                   | 2e                   | 1er                  | 2e                   | 2e                  | 2e                  |
| 2°                     | Daisi et Natascha Les amoureuses Suisses 30 ans - 30 ans Saison 1             |                        |                        |                                        |                                        |                      |                      |                      |                      |                      | -10 185€             | -39 815€            | -2 505€             |
| 3°                     | Frédéric et Chantal Les nouveaux amoureux 45 ans - 44 ans Saison 5 / Saison 8 | 1er                    | 2e                     | 1er                                    | 6e                                     | 4e                   | 3e                   | 1er                  | 1er                  | 3e                   | Éliminés (étape 9)   | Éliminés (étape 9)  | Éliminés (étape 9)  |
| 3°                     | Frédéric et Chantal Les nouveaux amoureux 45 ans - 44 ans Saison 5 / Saison 8 |                        |                        |                                        |                                        |                      |                      | E                    |                      |                      | Éliminés (étape 9)   | Éliminés (étape 9)  | Éliminés (étape 9)  |
| 4°                     | Aurélie et Christila Les jeunes mamans 34 ans - 34 ans Saison 3               | 5e                     | 6e                     | 5e                                     | 4e                                     | 2e                   | 2e                   | 4e                   | 3e                   | Éliminées (étape 8)  | Éliminées (étape 8)  | Éliminées (étape 8) | Éliminées (étape 8) |
| 4°                     | Aurélie et Christila Les jeunes mamans 34 ans - 34 ans Saison 3               |                        |                        |                                        |                                        |                      | E                    |                      |                      | Éliminées (étape 8)  | Éliminées (étape 8)  | Éliminées (étape 8) | Éliminées (étape 8) |
| 5°                     | Jacky et Christian Les beaux-frères Toulousains 55 ans - 44 ans Saison 4      | 4e                     | 4e                     | 7e                                     | 3e                                     | 5e                   | 4e                   | 5e                   | Éliminés (étape 7)   | Éliminés (étape 7)   | Éliminés (étape 7)   | Éliminés (étape 7)  | Éliminés (étape 7)  |
| 5°                     | Jacky et Christian Les beaux-frères Toulousains 55 ans - 44 ans Saison 4      |                        |                        | NE                                     |                                        | NE                   |                      | E                    | Éliminés (étape 7)   | Éliminés (étape 7)   | Éliminés (étape 7)   | Éliminés (étape 7)  | Éliminés (étape 7)  |
| 6°                     | Denis et Jean-Dominique Les amis d'enfance Corses 29 ans - 29 ans Saison 9    | 6e                     | 7e                     | 6e                                     | -                                      | 1er                  | 5e                   | Éliminés (étape 6)   | Éliminés (étape 6)   | Éliminés (étape 6)   | Éliminés (étape 6)   | Éliminés (étape 6)  | Éliminés (étape 6)  |
| 6°                     | Denis et Jean-Dominique Les amis d'enfance Corses 29 ans - 29 ans Saison 9    |                        |                        |                                        | E                                      |                      |                      | Éliminés (étape 6)   | Éliminés (étape 6)   | Éliminés (étape 6)   | Éliminés (étape 6)   | Éliminés (étape 6)  | Éliminés (étape 6)  |
| 7°                     | Noëlla et Éric Le duo Belge 52 ans - 44 ans Saison 7 / Saison 8               | 3e                     | 3e                     | 2e                                     | 5e                                     | Éliminés (étape 4)   | Éliminés (étape 4)   | Éliminés (étape 4)   | Éliminés (étape 4)   | Éliminés (étape 4)   | Éliminés (étape 4)   | Éliminés (étape 4)  | Éliminés (étape 4)  |
| 7°                     | Noëlla et Éric Le duo Belge 52 ans - 44 ans Saison 7 / Saison 8               |                        | E                      |                                        |                                        | Éliminés (étape 4)   | Éliminés (étape 4)   | Éliminés (étape 4)   | Éliminés (étape 4)   | Éliminés (étape 4)   | Éliminés (étape 4)   | Éliminés (étape 4)  | Éliminés (étape 4)  |
| 8°                     | Jean-Pierre et Laura Le binôme d'inconnus 67 ans - 19 ans Saison 3            | 8e                     | 8e                     | Éliminés (étape 2)                     | Éliminés (étape 2)                     | Éliminés (étape 2)   | Éliminés (étape 2)   | Éliminés (étape 2)   | Éliminés (étape 2)   | Éliminés (étape 2)   | Éliminés (étape 2)   | Éliminés (étape 2)  | Éliminés (étape 2)  |
| 8°                     | Jean-Pierre et Laura Le binôme d'inconnus 67 ans - 19 ans Saison 3            | NE                     | E                      | Éliminés (étape 2)                     | Éliminés (étape 2)                     | Éliminés (étape 2)   | Éliminés (étape 2)   | Éliminés (étape 2)   | Éliminés (étape 2)   | Éliminés (étape 2)   | Éliminés (étape 2)   | Éliminés (étape 2)  | Éliminés (étape 2)  |

| Étape                | Étape | Binômes participants                                                | Immunisé(s)          |
| -------------------- | ----- | ------------------------------------------------------------------- | -------------------- |
| Drapeau du Sri Lanka | 1     | Frédéric et Chantal - Aurélie et Christila                          | Aurélie et Christila |
| Drapeau du Sri Lanka | 2     | Frédéric et Chantal - Caroline et Sabrina - Denis et Jean-Dominique | Caroline et Sabrina  |
| Drapeau du Sri Lanka | 3     | Daisi et Natascha - Jacky et Christian - Aurélie et Christila       | Aurélie et Christila |
| Drapeau du Sri Lanka | 4     | Jacky et Christian - Daisi et Natascha - Frédéric et Chantal        | Frédéric et Chantal  |
| Drapeau de l'Inde    | 5     | Denis et Jean-Dominique - Caroline et Sabrina - Daisi et Natascha   | Caroline et Sabrina  |
| Drapeau de l'Inde    | 6     | Daisi et Natascha - Aurélie et Christila - Denis et Jean-Dominique  | Daisi et Natascha    |
| Drapeau du Sri Lanka | 7     | Frédéric et Chantal - Daisi et Natascha                             | Frédéric et Chantal  |
| Drapeau du Sri Lanka | 8     | Daisi et Natascha - Caroline et Sabrina                             | Caroline et Sabrina  |
| Drapeau du Sri Lanka | 9     | Demi-finale                                                         | Demi-finale          |
| Drapeau du Sri Lanka | 10    | Finale                                                              | Finale               |

Légende
- Un résultat en vert indique que l'équipe est immunisée.
- Un résultat en rouge indique que l'équipe est arrivée dernière.
- Ce logo  indique que l'équipe a eu le drapeau rouge.
- Ce logo  indique que l'équipe a remporté une amulette de 7 000 €. En version miniature , que l'équipe s'est vue remettre une amulette de 7 000 € à la suite du départ d'une équipe, ou a volé l'amulette d'une autre équipe (lors de l'étape 8).
- Ce logo  indique que l'équipe a remporté une amulette d'or de 8 000 €. En version miniature , que l'équipe s'est vue remettre une amulette de 8 000 € à la suite du départ d'une équipe.
- Les sigles E et NE indique le résultat de l'étape (Eliminatoire ou Non-Eliminatoire).

## Le tour du monde de l'inattendu
Chaque semaine, Stéphane Rotenberg reçoit quatre invités pour découvrir et en apprendre d'avantage sur les coutumes d'autres pays.
- ÉPISODE 1 / avec Faustine Bollaert, Philippe Candeloro, Christine Bravo et Willy Rovelli

→ Épreuve 1 : Manger un Œuf de cent ans, spécialité en  Chine

→ Épreuve 2 : Boire un verre de placenta jelly drink, spécialité au  Japon
- ÉPISODE 2 / avec Isabelle Morini-Bosc, Norbert Tarayre, Arnaud Ducret et Yves Lecoq

→ Épreuve 1 : Manger un Balut, spécialité aux  Philippines

- ÉPISODE 3 / avec Les Chevaliers du Fiel, Sandrine Corman et Mustapha El Atrassi

→ Épreuve 1 : Trouver l'ingrédient d'un gematogen, spécialité en  Russie

→ Épreuve 2 : Déguster un Halo-halo, spécialité aux  Philippines
- ÉPISODE 4 / avec Mac Lesggy, Shirley Souagnon, Florent Peyre et Gérard Klein

→ Épreuve 1 : Manger du Huitlacoche, spécialité au  Mexique

→ Épreuve 2 : Manger un Che Dau, spécialité au  Viêt Nam
- ÉPISODE 5 / avec Jérôme Anthony, Alexandra Rosenfeld, Armelle et Yvan Le Bolloc'h

→ Épreuve 1 : Manger du Durian, spécialité en  Malaisie

→ Épreuve 2 : Manger un scarabée grillée, spécialité en  Thaïlande

→ Épreuve 3 : Goûter un Kopi luwak, spécialité en  Indonésie
- ÉPISODE 6 / avec Isabelle Mergault, Emmanuel-Philibert de Savoie, Charlotte Gabris et Cyprien

→ Épreuve 1 : Manger le Khach, spécialité en  Arménie

→ Épreuve 2 : Déguster un gâteau de lune, spécialité en  Chine

→ Épreuve 3 : Déguster un pancake de sang, spécialité en  Finlande
- ÉPISODE 7 / avec Jean-Marie Bigard, Emmanuel de Brantes, Christelle Chollet et Julien Courbet

→ Épreuve 1 : Manger un grillons grillés, spécialité en  Thaïlande

→ Épreuve 2 : Déguster une méduse, spécialité au  Viêt Nam

→ Épreuve 3 : Déguster un pancake de sang, spécialité en  Finlande
- ÉPISODE 8 / avec Malika Ménard, Olivier de Benoist, Baptiste Giabiconi et William Carnimolla

→ Épreuve 1 : Déguster un Nid d'hirondelle, spécialité en  Chine

→ Épreuve 2 : Manger de la brebis farcis, spécialité en  Écosse

## Audiences

### Pékin Express: À la découverte des mondes inconnus
| Épisode | Jour et horaire de diffusion           | Téléspectateurs | Parts de marché sur les 4 ans et plus | Classement des audiences de la soirée | Référence |
| ------- | -------------------------------------- | --------------- | ------------------------------------- | ------------------------------------- | --------- |
| 1       | Mercredi 16 avril 2014 (20:55 - 23:05) | 2 918 000       | 13,1 %                                | 2e                                    | [ 24 ]    |
| 2       | Mercredi 23 avril 2014 (20:55 - 23:20) | 2 312 000       | 10,1 %                                | 4e                                    | [ 25 ]    |
| 3       | Mercredi 30 avril 2014 (21:00 - 23:20) | 2 399 000       | 10,5 %                                | 3e                                    | [ 26 ]    |
| 4       | Mercredi 7 mai 2014 (21:00 - 23:20)    | 2 110 000       | 9,2 %                                 | 4e                                    | [ 27 ]    |
| 5       | Mercredi 14 mai 2014 (21:00 - 23:20)   | 2 145 000       | 9,1 %                                 | 4e                                    | [ 28 ]    |
| 6       | Mercredi 21 mai 2014 (21:00 - 23:20)   | 2 308 000       | 10,5 %                                | 3e                                    | [ 29 ]    |
| 7       | Mercredi 28 mai 2014 (20:55 - 23:05)   | 2 470 000       | 10,7 %                                | 3e                                    | [ 30 ]    |
| 8       | Mercredi 4 juin 2014 (21:00 - 23:00)   | 1 994 000       | 8,5 %                                 | 4e                                    | [ 31 ]    |
| 9       | Mercredi 11 juin 2014 (21:00 - 23:00)  | 2 200 000       | 10,3 %                                | 4e                                    | [ 32 ]    |
| 10      | Mercredi 18 juin 2014 (21:00 - 23:35)  | 2 006 000       | 9 %                                   | 4e                                    | [ 33 ]    |

### Pékin Express: Le Tour du monde de l'inattendu
| Épisode | Jour et horaire de diffusion         | Téléspectateurs | Parts de marché sur les 4 ans et plus | Référence |
| ------- | ------------------------------------ | --------------- | ------------------------------------- | --------- |
| 1       | Mercredi 16 avril 2014 23:05 - 00:05 | 978 000         | 8,7 %                                 | [ 34 ]    |
| 2       | Mercredi 23 avril 2014 23:05 - 00:05 | Inconnus        | Inconnus                              |           |
| 3       | Mercredi 30 avril 2014 23:05 - 00:05 | Inconnus        | Inconnus                              |           |
| 4       | Mercredi 7 mai 2014 23:05 - 00:05    | 770 000         | 6.4 %                                 | [ 35 ]    |
| 5       | Mercredi 14 mai 2014 23:05 - 00:05   | Inconnus        | Inconnus                              |           |
| 6       | Mercredi 21 mai 2014 23:05 - 00:05   | Inconnus        | Inconnus                              |           |
| 7       | Mercredi 28 mai 2014 23:05 - 00:05   | Inconnus        | Inconnus                              |           |
| 8       | Mercredi 4 juin 2014 23:30 - 00:30   | 550 000         | 4.1 %                                 | [ 36 ]    |
| 9       | Mercredi 11 juin 2014 23:30 - 00:30  | 600 000         | 7.2 %                                 | [ 36 ]    |
| 10      | Mercredi 18 juin 2014 23:30 - 00:30  | Inconnus        | Inconnus                              |           |

Légende
- plus hauts scores d'audiences
- plus bas scores d'audiences